# MPC5xx

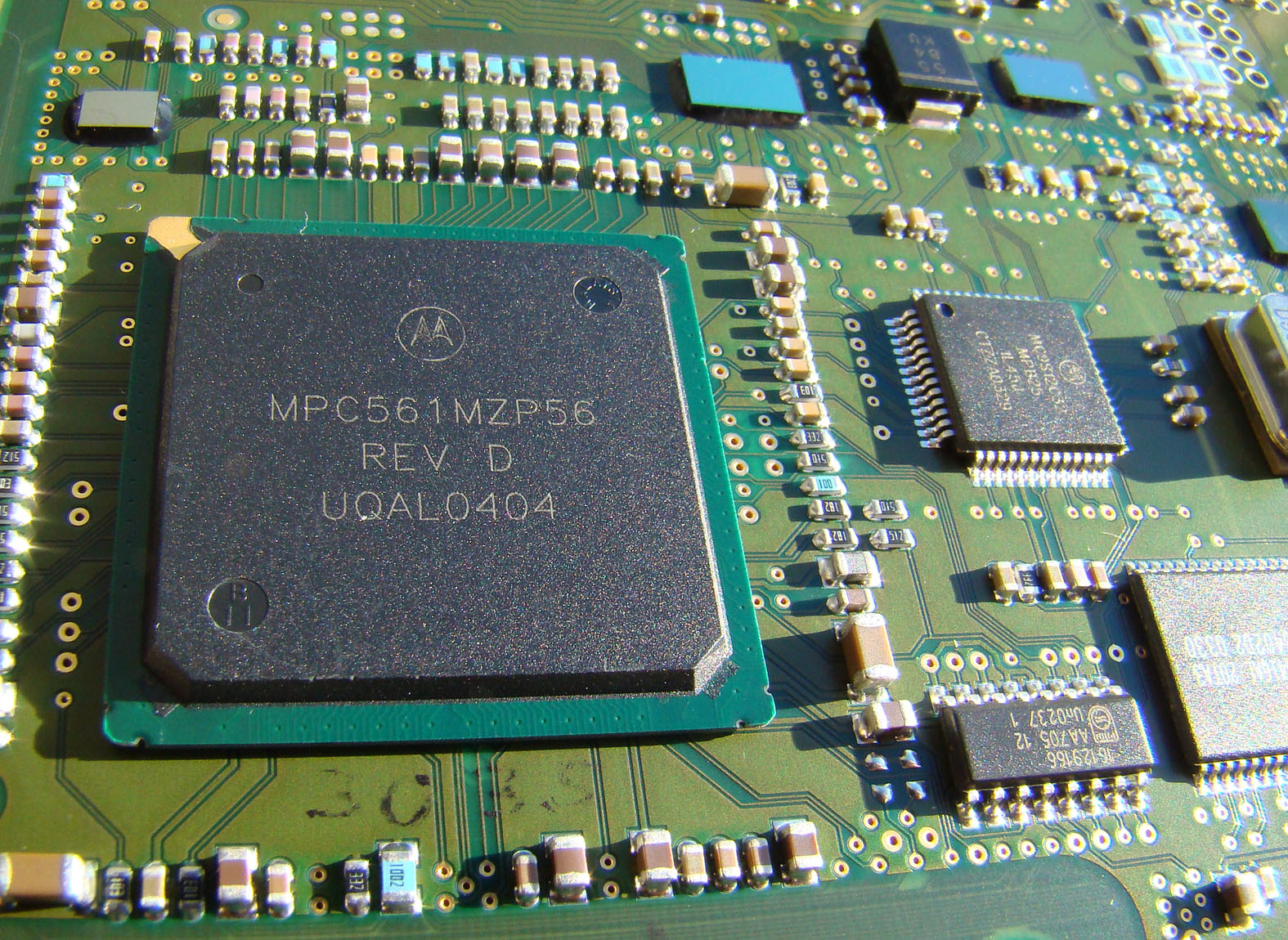
Freescale MPC561 MCU

MPC5xxファミリのプロセッサ、例えばMPC555やMPC565は、32ビットPowerPCアーキテクチャのマイクロプロセッサである。

## 概要
40～66MHzで動作する。エンジンコントローラ・トランスミッションコントローラなどの自動車向けでよく利用されている。これらは、組み込まれた周辺インタフェースと、MMUなし、大きなオンチップSRAM、1MBにも達する非常に大きく遅延の小さいオンチップフラッシュメモリで構成され、アーキテクチャが制御用アプリケーションに適応していることを意味する。この変わった構成のため、MPC5xxは一般的にはマイクロコントローラとみなされている。最初のPowerPC仕様で定められた、ハードウェアが固定ページアドレスを変換するブロックアドレス変換の代わりに、MPC5xxコアは可変ページサイズをサポートする、ソフトウェアによるアドレス変換機構を提供している。このアドレス変換のモデルは、Power命令セット仕様の組み込み型MMUモデルの基盤である。
MPC5xx - すべてのPowerPC 5xxシリーズのプロセッサは、この名前を持っている。
より柔軟で強力なPowerPC 55xxシリーズに人気が出たため、PowerPC 5xxシリーズの開発は終了している。

## 特徴
周辺デバイスインタフェースはモデルにより異なるが、AD変換器(ADC)、タイム・プロセッサ・ユニット(TPU)、GPIO、UART／シリアルポート(QSMCM)を備えていることが多い。MPC5xxファミリーはMPC8xx PowerQUICCファミリーの後継であり、このことはハーバード・アーキテクチャのシングルコアを採用していることを意味している。MPC8xxファミリと異なり、MPC5xxファミリは浮動小数点コプロセッサを備えている。MPC509のような初期のチップは命令キャッシュを持っているが、最近のチップはプロセッサから命令をバーストアクセス可能な、大量のオンボードNORフラッシュメモリを持っている。フラッシュメモリは、ダイの広い領域を必要としチップの価格を上昇させるため、いくつかの低コストチップでは省略されている。多くのコントローラアプリケーションは、あまり大きくないデータセットと遅延の少ない非常に長い制御ループを持っている。この場合データと命令に対する直接的なアクセスが重要になる。もし、ほとんどのデータを、プロセッサが1クロックでアクセスできるオンチップのSRAMに格納できるならば、性能は非常に良くなる。チップの外部のデータに頻繁にアクセスする必要がある場合は、チップは外部RAMからバーストアクセスできず、非常に遅いバスアクセスプロトコルを使用するため、性能は低下する。デフォルトのメモリアドレスを決め、いくつかのベースレジスタを書くことでプログラムが可能な、単純なメモリインタフェースのため、このチップは自動車向けや産業機器向けだけでなく、ホビー用としても人気がある。